# Ljungo Thomasson
Ljungo Thomasson (Ljungo Tuomaanpoika), död 1610 i Kalajoki, var en finländsk präst och lagöversättare. 
Ljungo blev 1592 kyrkoherde i Kalajoki och var senare prost för norra Österbotten, där han även tidvis verkade som lagläsare. Han deltog i Uppsala möte 1593 och tog under klubbekriget parti för bönderna, vilkas talan han förde vid riksdagen i Arboga 1597. Ljungo företog sig att översätta Sveriges gällande lag till finska. Tryckningen påbörjades 1610, men avbröts redan samma år, och först 1852 utgavs hela Ljungos lagtext av Wilhelm Gabriel Lagus.